# 803

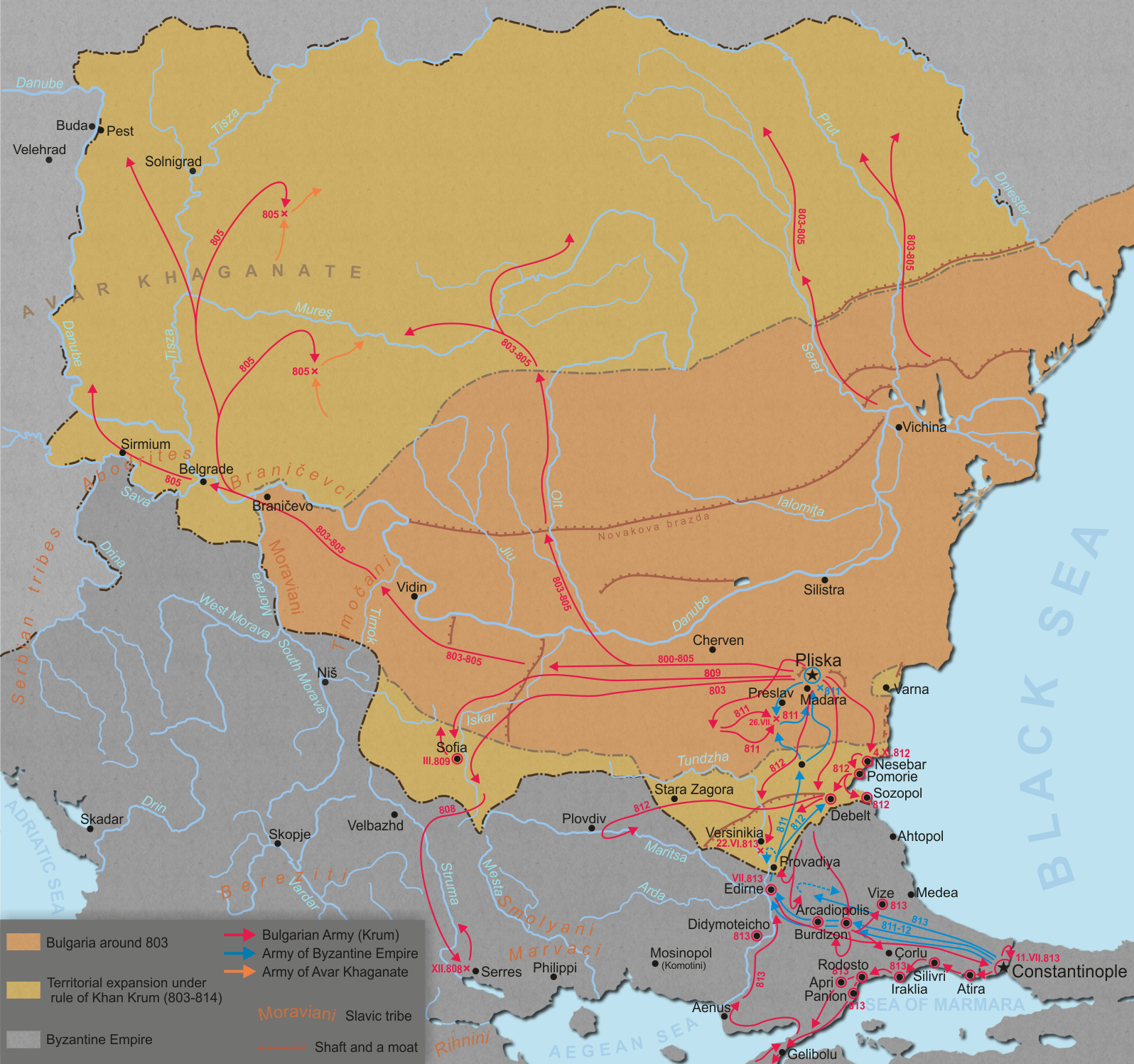
De veroveringen van Kroem (803-814)

Het jaar 803 is het 3e jaar in de 9e eeuw volgens de christelijke jaartelling.

## Gebeurtenissen

### Byzantijnse Rijk
- Keizer Nikephoros I sluit een vredesverdrag (Pax Nicephori) met Karel de Grote. Ze maken afspraken over hun gemeenschappelijke rijksgrens; zoals Dalmatië en Veneto, de toekomstige Republiek Venetië. Karel lijft het schiereiland Istrië in bij het Frankische Rijk. Dit leidt tot spanningen en diplomatieke onrust.
- Zomer - Bardanes Tourkos, een Byzantijnse generaal (strategos), laat zich in de Anatolische thema tot keizer uitroepen en leidt een opstand tegen Nikephoros I. Zijn troepen marcheren naar Constantinopel, maar slagen er niet in om de steun van de bevolking te winnen. Bardanes sluit een vredesverdrag.

### Europa
- Kroem, heerser (khan) van het Bulgaarse Rijk, voert een expansie politiek en plundert de noordelijke rijksgrens van het Byzantijnse Rijk. Hij steekt de Karpaten over en valt Transsylvanië, Thracië en Macedonië binnen.

## Religie
- De Grote Boeddha van Leshan in China komt gereed tijdens de Tang-dynastie. Het beeld staat in Leshan en geeft spirituele bescherming aan de scheepvaart.
- Eerste vermelding van Mulhouse (huidige Elzas) in het Latijnse Mulhusium. De naam verwijst naar het Duitse woord mühle voor molen.

## Overleden
- 9 augustus - Irene (51), keizerin van het Byzantijnse Rijk